# 羊舍病毒
羊舍病毒（Flock house virus）是野田村病毒科（Nodavirdae）的α野田村病毒属（Alphanodavirus）。羊舍病毒是在新西兰的一种牧场害虫蛴螬中发现的。羊舍病毒是一种被广泛研究的病毒，由于其体积小和遗传易处理，被认为是研究其他无包膜RNA病毒的模型系统，特别是研究短暂暴露的疏水γ肽的作用和病毒衣壳的亚稳态。